# Olympische Zomerspelen 1980

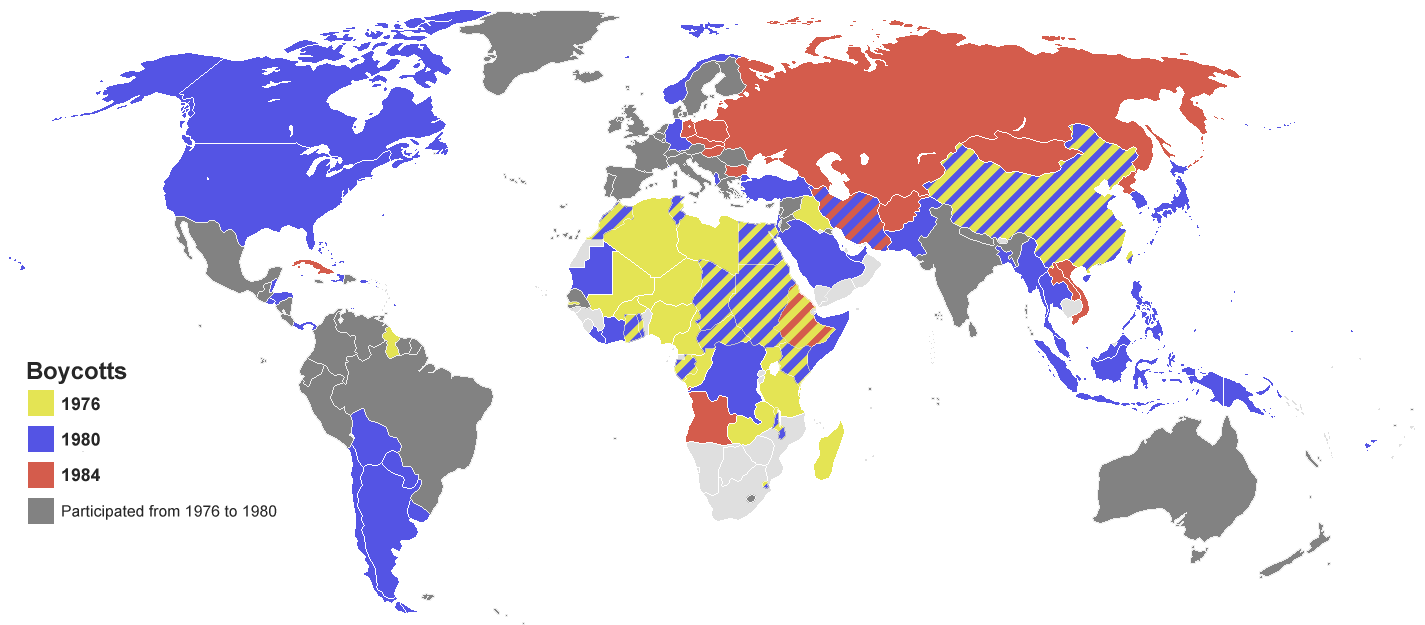
De blauw gekleurde en gearceerde landen namen deel aan de boycot

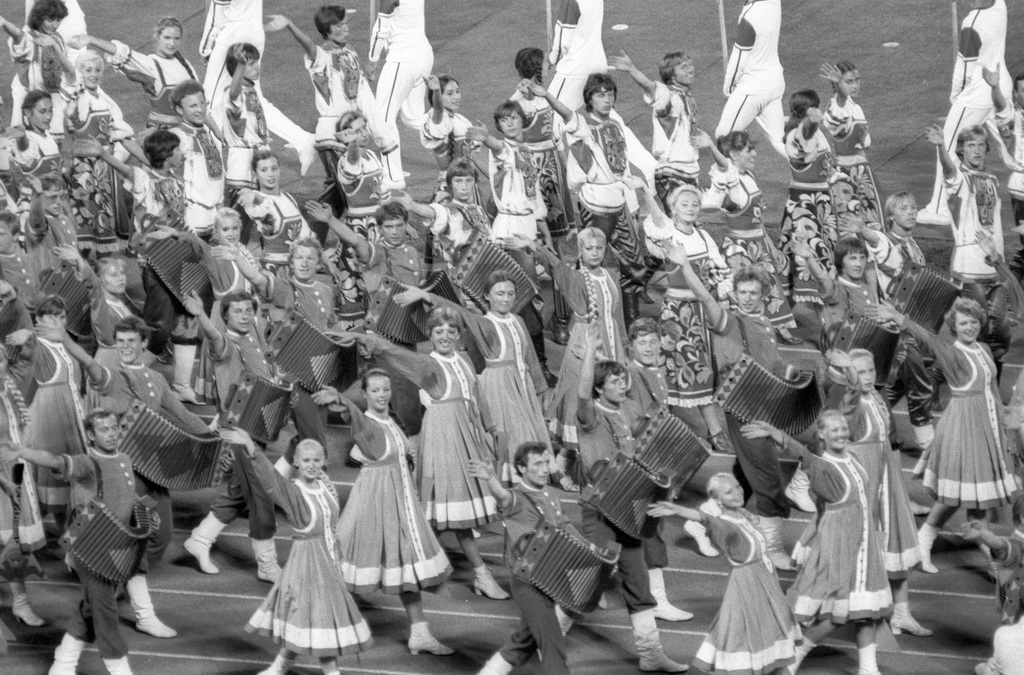
De sluitingsceremonie op 3 augustus

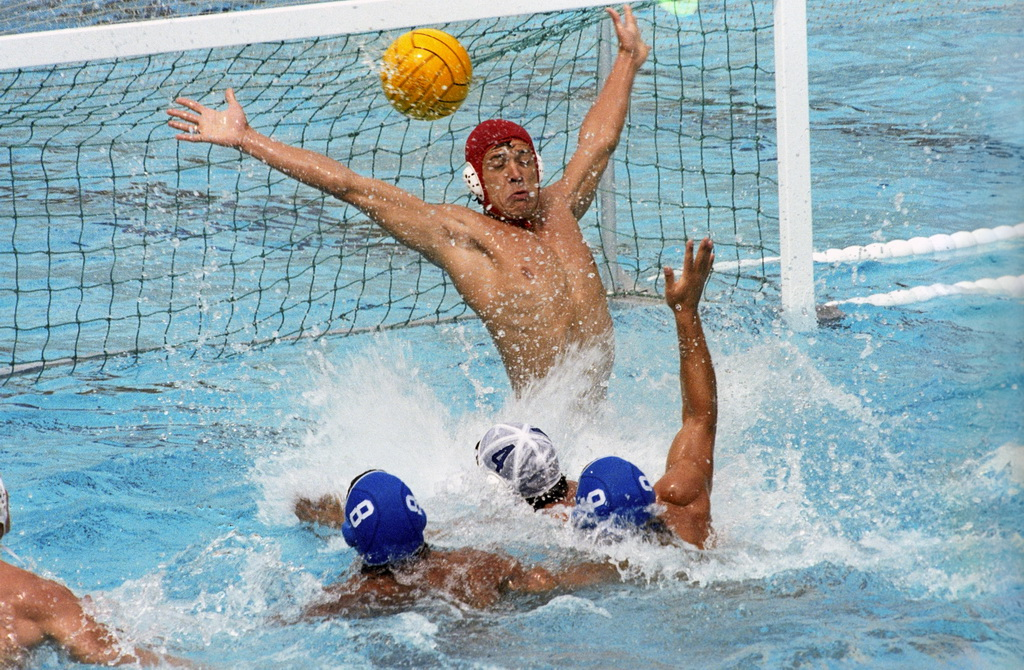
De wedstrijd tussen Nederland en Hongarije op de Olympische Zomerspelen 1980.

De Olympische Zomerspelen van de XXIIe Olympiade werden in 1980 gehouden in Moskou, Sovjet-Unie. De enige andere stad die zich kandidaat had gesteld voor het organiseren van deze spelen was Los Angeles. Door een door de Verenigde Staten geleide boycot deden slechts 80 landen mee, het laagste aantal sinds de spelen van 1956.
De beslissing om de Spelen aan Moskou toe te wijzen was door het Internationaal Olympisch Comité genomen in oktober 1974. Het was toen evident om de universaliteit van de Spelen te onderstrepen door ze aan een communistisch land toe te wijzen. Moskou, dat al over veel sportinfrastructuur beschikte, paste perfect in dat plaatje.

## Hoogtepunten
- Dit waren de eerste Spelen die gehouden werden in een communistisch land.
- Ondanks de boycot van enkele grote landen, waren de Spelen toch van een hoog niveau. In de atletiek werden bijvoorbeeld drie Europese en zes wereldrecords verbeterd.
- De mascotte van deze Spelen was Misha, een berenjong.
- Er waren twee boeiende duels tussen twee Britse halve-fondlopers, Sebastian Coe en Steve Ovett. Op de 800 meter wist Ovett te profiteren van Coes afwachtende houding en won. Coe nam wraak door de 1500 meter te winnen.
- De drieëndertigjarige Ethiopiër Miruts Yifter, die vier jaar eerder niet in Montreal aanwezig was door de boycot van vele Afrikaanse landen, kon nu wel zijn meesterschap tonen door de 5000 en de 10.000 meter te winnen.
- Het polsstokhoogspringen werd gewonnen door de Pool Władysław Kozakiewicz in een nieuw wereldrecord: 5,78 m. Voor het eerst werd het wereldrecord polsstokhoogspringen verbeterd op de Olympische Spelen.
- De Sovjet gymnast Aleksandr Dityatin won een medaille in elk van de acht onderdelen die op het programma stonden, waaronder drie gouden medailles.
- Waldemar Cierpinski uit de DDR wist met succes zijn titel bij de marathon te verdedigen.
- De Oost-Duitsers domineerden het roeien; zij wonnen elf van de veertien te verdelen titels.
- Teófilo Stevenson uit Cuba werd de eerste bokser die drie opeenvolgende olympische titels wist te verzamelen.
- Het zwemmen leed enorm onder de afwezigheid van de Verenigde Staten. Toch wist de Sovjetatleet Vladimir Salnikov voor een onvergetelijke prestatie te zorgen. Hij zwom als eerste de 1500 meter in minder dan een kwartier: 14.58.27 en won het goud. Salnikov won ook nog goud op de 400 m vrije slag en de 4 x 200 m vrije slag.
- Nadia Comăneci, de grote vedette van de Spelen in Montreal, was ondertussen volwassen geworden en ze was niet opgewassen tegen de nieuwe lichting turnsters. De Sovjet-Russische Jelena Davydova won de individuele meerkamp. Toch verliet Comăneci de Spelen niet medailleloos; ze won nog twee gouden medailles: op de evenwichtsbalk en op de vloer.
- In het kanoën behaalde de Sovjet-atleet Vladimir Parfenovitsj driemaal goud: op de K1 (500 m), de K2 (500 m) en de K2 (1000 m).

## Sporten
Tijdens deze Spelen werd er gesport binnen 21 sporten.

### Mutaties
| Sport         | Nieuw                          | Verdwenen (t.o.v. 1976) | Opmerkingen                    |
| ------------- | ------------------------------ | ----------------------- | ------------------------------ |
| Atletiek      | 50km snelwandelen (m)          |                         | 50km keer weer terug na 8 jaar |
| Gewichtheffen | Zwaar I                        |                         |                                |
| hockey        | vrouwen                        |                         |                                |
| judo          | extra licht (m) half licht (m) |                         |                                |
| zeilen        | star                           | tempest                 |                                |
|               | 6                              | -1                      | +5                             |

## Deelnemende landen

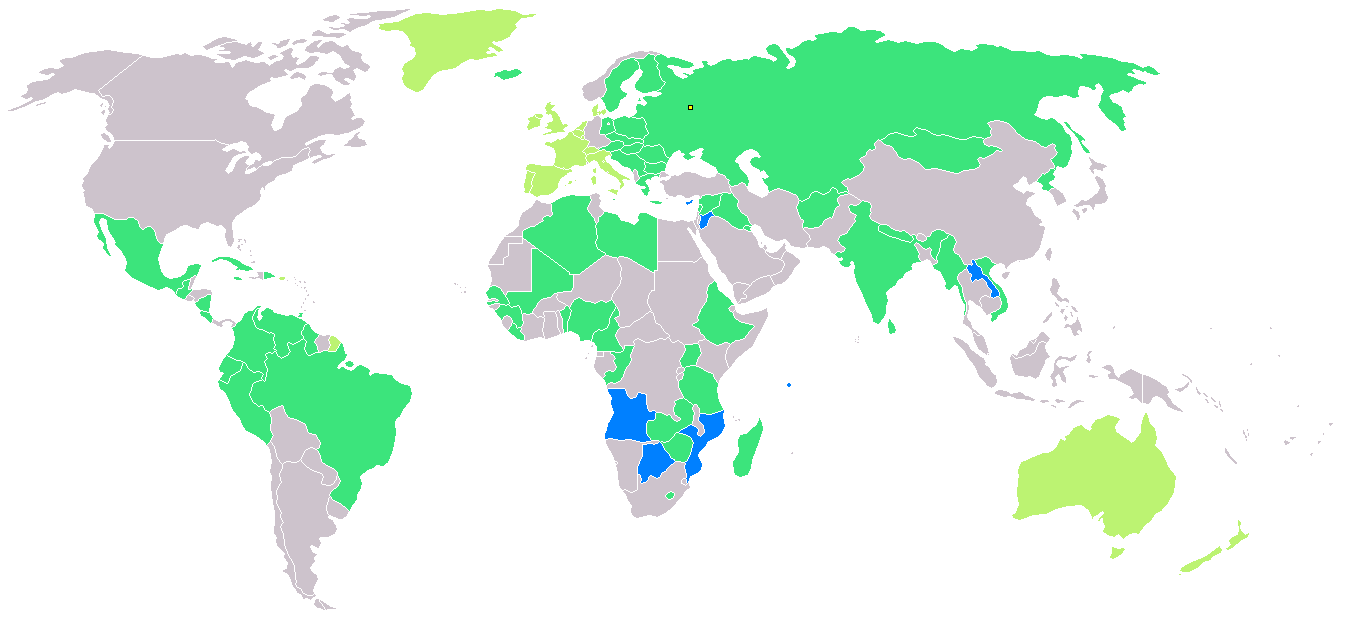

Aan deze Spelen namen 81 landen deel. Liberia trok zich na de openingsceremonie terug waardoor er olympiërs uit 80 landen in actie kwamen.
Ondanks de brede boycot debuteerden zes landen op de Spelen: Angola, Botswana, Jordanië, Laos, Mozambique en de Seychellen. Cyprus nam voor het eerst aan de Zomerspelen deel nadat het eerder dat jaar op de Winterspelen actief was.
In de onderstaande lijst staat het nummer achter de deelnemende landen voor het aantal deelnemers dat namens dat land meedeed. De cursief gedrukte landen zijn de landen die tijdens de officiële onderdelen de olympische vlag voerden.

### Belgische prestaties
- De Oostendenaar Robert Van de Walle, die eerder al Europees kampioen in de open klasse en vicewereldkampioen in de categorie -95 kilo was geworden, veroverde de olympische titel in de categorie -95 kg. De finale tegen de thuisspelende Sovjetrus Tengis Koeboeloeri was een moeilijke opgave. Van de Walle scoorde pas een koka op het einde van de kamp, maar die ene uithaal bleek voldoende te zijn voor goud. Het was de enige medaille die namens België werd behaald.

Medailles
| Medaille | Winnaar             | Onderdeel    |
| -------- | ------------------- | ------------ |
| Goud (1) | Robert Van de Walle | judo, -95 kg |

### Nederlandse prestaties
- Gelet op het gedevalueerde deelnemersveld vielen de prestaties van het Nederlandse team over het algemeen tegen.[1]
- Uitzondering was de zilveren medaille op de marathon van Gerard Nijboer.
- Verder was er brons bij het judo (Henk Numan) en het zwemmen (vrouwenestafette 4x100 meter vrije slag).

Medailles
| Medaille   | Winnaar              | Onderdeel                  |
| ---------- | -------------------- | -------------------------- |
| Zilver (1) | Gerard Nijboer       | atletiek, marathon         |
| Brons (2)  | Henk Numan           | judo, tot 95 kilo          |
| Brons (2)  | Dames estafetteploeg | zwemmen, 4x100m vrije slag |

## Medaillespiegel
Er werden 631 medailles uitgereikt. Het IOC stelt officieel geen medailleklassement op, maar geeft desondanks een medailletabel ter informatie. In het klassement wordt eerst gekeken naar het aantal gouden medailles, vervolgens de zilveren medailles en tot slot de bronzen medailles.
In de volgende tabel staat de top-10 en het Belgische en Nederlandse resultaat. Het gastland heeft een blauwe achtergrond en het grootste aantal medailles in elke categorie is vetgedrukt.
Zie de medaillespiegel van de Olympische Zomerspelen 1980 voor de volledige weergave.
| Plaats | Land             | NOC | Goud | Zilver | Brons | Totaal |
| ------ | ---------------- | --- | ---- | ------ | ----- | ------ |
| 1      | Sovjet-Unie      | URS | 80   | 69     | 46    | 195    |
| 2      | DDR              | GDR | 47   | 37     | 42    | 126    |
| 3      | Bulgarije        | BUL | 8    | 16     | 17    | 41     |
| 4      | Cuba             | CUB | 8    | 7      | 5     | 20     |
| 5      | Italië           | ITA | 8    | 3      | 4     | 15     |
| 6      | Hongarije        | HUN | 7    | 10     | 15    | 32     |
| 7      | Roemenië         | ROM | 6    | 6      | 13    | 25     |
| 8      | Frankrijk        | FRA | 6    | 5      | 3     | 14     |
| 9      | Groot-Brittannië | GBR | 5    | 7      | 9     | 21     |
| 10     | Polen            | POL | 3    | 14     | 15    | 32     |
|        |                  |     |      |        |       |        |
| 23     | België           | BEL | 1    | 0      | 0     | 1      |
| 30     | Nederland        | NED | 0    | 1      | 2     | 3      |

## Amerikaanse boycot
Vanwege de inval van de Sovjet-Unie in Afghanistan in de laatste week van december 1979, stelde de Amerikaanse president Jimmy Carter een ultimatum aan de Russen: de Verenigde Staten zouden niet deelnemen aan de Spelen in Moskou als de Sovjet-troepen zich niet hadden teruggetrokken vóór 20 februari 1980. Dit ultimatum was geheel tegen de olympische gedachte, die voorschrijft dat sport en politiek strikt gescheiden moeten blijven. Op 21 maart werd de officiële boycot bekendgemaakt.
President Carter oefende druk uit op verschillende landen om het Amerikaanse voorbeeld te volgen. De regeringen van een aantal bevriende landen, zoals Groot-Brittannië en Australië, steunden de boycot maar lieten de keus om wel of niet af te reizen aan de individuele atleten. De Amerikaanse atleten kregen deze keuze niet, aangezien Carter dreigde het paspoort in te trekken van elke atleet die naar de Sovjet-Unie zou afreizen. Uiteindelijk zouden 65 landen de uitnodiging om deel te nemen aan de Spelen niet aanvaarden; 45 tot 50 deden dit waarschijnlijk in verband met de boycot. Onder de landen die ingingen op de boycot waren de Bondsrepubliek Duitsland, Japan, Canada, Noorwegen en China.
De meeste Europese landen gingen in op de uitnodiging onder één voorwaarde: ze wilden niet deelnemen aan het ritueel van de Spelen. Tijdens de openingsplechtigheid zou de ploeg achter de witte olympische vlag opstappen en bij een overwinning zou men niet het nationale volkslied spelen, maar wel de olympische hymne.
De Nederlandse regering onder leiding van Dries van Agt wilde dat Nederland zich aansloot bij de boycot. De Nederlandse sportbonden voelden daar echter niets voor. Zij vroegen zich af waarom de sport op moest draaien voor het falen van de internationale politiek. Om haar afkeuring duidelijk te maken over hetgeen gaande was in Afghanistan nam de Nederlandse delegatie geen deel aan de openingsplechtigheid.
Het hockeytoernooi en de paardensportevenementen waren als gevolg van de boycot zo verzwakt dat besloten werd geen Nederlandse afvaardiging te sturen.

## Niet-deelnemende landen

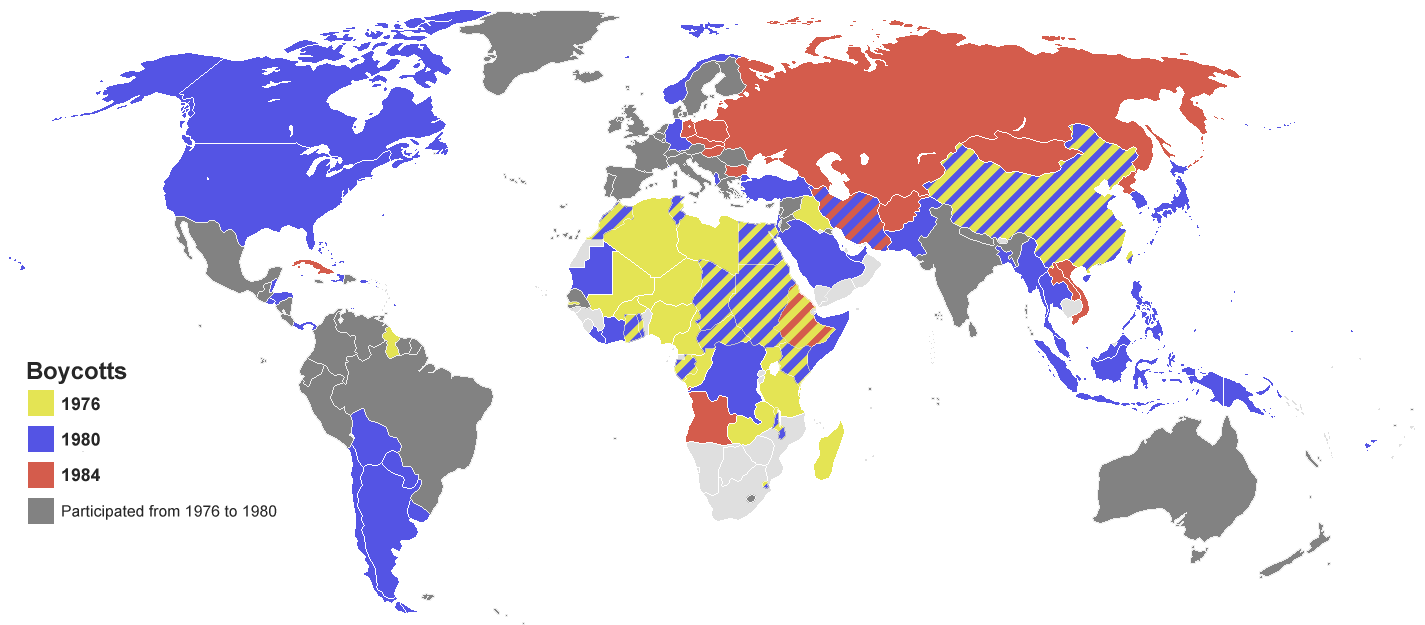
De boycottende landen zijn in groen en blauw gekleurd

Deze Spelen werden door 62 landen geboycot. Een groot aantal landen volgde de Amerikaanse boycot. Andere landen deden dit om eigen redenen. Iran, Mozambique, Qatar en Taiwan waren niet door het IOC uitgenodigd om aan de Spelen deel te nemen.
Atletiek · Basketbal · Boksen · Boogschieten · Gewichtheffen · Handbal · Hockey · Judo · Kanovaren · Moderne vijfkamp · Paardensport · Roeien · Schermen · Schietsport · Schoonspringen · Turnen · Voetbal · Volleybal · Waterpolo · Wielersport · Worstelen · Zeilen · Zwemmen
Afghanistan · Algerije · Andorra · Angola · Australië · België · Benin · Birma · Botswana · Brazilië · Bulgarije · Colombia · Congo-Brazzaville · Costa Rica · Cuba · Cyprus · Denemarken · Dominicaanse Republiek · Duitse Democratische Republiek · Ecuador · Ethiopië · Finland · Frankrijk · Griekenland · Groot-Brittannië · Guatemala · Guinee · Guyana · Hongarije · Ierland · IJsland · India · Irak · Italië · Jamaica · Joegoslavië · Jordanië · Kameroen · Koeweit · Laos · Lesotho · Libanon · Liberia · Libië · Luxemburg · Madagaskar · Mali · Malta · Mexico · Mongolië · Mozambique · Nederland · Nepal · Nicaragua · Nieuw-Zeeland · Nigeria · Noord-Korea · Oeganda · Oostenrijk · Peru · Polen · Portugal · Puerto Rico · Roemenië · San Marino · Senegal · Seychellen · Sierra Leone · Sovjet-Unie · Spanje · Sri Lanka · Syrië · Tanzania · Trinidad en Tobago · Tsjecho-Slowakije · Venezuela · Vietnam · Zambia · Zimbabwe · Zweden · Zwitserland
Olympische Zomerspelen
Olympische Winterspelen
Gerelateerd
Olympische Jeugdspelen · Paralympische Spelen · Deaflympische Spelen · Special Olympic World Games
IOC · COA · BOIC · NOC*NSF · NAOC · SOC
- Gemeinsame Normdatei: 2063918-1
- Library of Congress Control Number: n81106979
- Nationale Bibliotheek van Tsjechië: pna2007365546
- Virtual International Authority File: 136703043